# Kong Duen-yee
Kong Duen-yee (江端儀, 1923 - 17 août 1966), aussi connue sous le nom de Mui Yee (梅绮), est une actrice hongkongaise.
Dans beaucoup de films, elle interprète une femme riche et rejetée, ainsi que d'autres personnages romantiques. Sa carrière cinématographique se déroule durant les années 1950, à une époque où le cinéma traditionnel de Hong Kong commençait à peine à défier la culture conservatrice de l'époque. 
En 1960, après s'être fait diagnostiquée un cancer de la langue, elle met fin à sa carrière et devient prédicatrice chrétienne pendant les dernières années de sa vie.

## Prédicateur chrétien
En 1963, face à une mort certaine, Kong quitte son mode de vie mondain pour un mode de vie religieux et réagit à la montée du pentecôtisme en Asie en fondant son Église du Nouveau Testament. Elle enseigne la glossolalie comme moyen de salut et également, à ses disciples féminines (dont plusieurs étaient d'anciennes admiratrices de l'actrice), la numérologie qu'elle considère comme la « Reconstruction de l'Église du Nouveau Testament par le Saint-Esprit ».
À sa mort, sa fille Ruth Chang lui succède mais est convaincue peu de temps après par son mari que les enseignements de sa mère étaient hérétiques et que son Église du Nouveau Testament était une secte. Chang déménage ensuite en Californie du Sud où elle devient pasteur d'une église chrétienne pentecôtiste (Assemblées de Dieu).

## Filmographie
- 1962: The Reunion
- 1960: Magic Lamp
- 1959: Beauty Slain By The Sword
- 1959: The Road
- 1959: Seven Swordsman Leave Tianshan
- 1958: The Lotus Lantern (3e partie)
- 1958: Marriage On The Rocks (婚變) - Ng Suet-man. Creditée sous le nom de Mui Yee[1].
- 1958: Prince Of Thieves
- 1958: The Prince's Romantic Affairs
- 1958: A Scholar Redeems His Love
- 1958: Story of the Vulture Conqueror
- 1957: The Case Of The Blood Stain
- 1957: Escorting Lady Jing On A 1,000 Mile Journey
- 1957: The Fox-Spirit's Romance
- 1957: Her Tragic Death
- 1957: The Lizhi's Tale
- 1957: The Lotus Lamp
- 1957: Pearl's Reconciliation
- 1957: The Story Of Liang Tianlai
- 1957: The Thunderstorm
- 1956: Beauty In The Mist
- 1956: Fire
- 1956: The King And The Beauty
- 1956: Madam Mei
- 1956: The Peacock's Sad Tale
- 1956: The Precious Lotus Lamp
- 1956: Romance At The Western Chamber
- 1956: The Sad Wife In A Grand House
- 1955: Broken Spring Dreams
- 1955: The Devoted Lover
- 1955: Honeymoon
- 1955: The Hypocritical Heart
- 1955: Love (1re partie)
- 1955: Love (2e partie)
- 1955: Love Trilogy
- 1955: My Wife, My Wife
- 1955: The Next Generation
- 1955: An Orphan's Tragedy
- 1955: The Pagoda Of Long Life
- 1954: The Hills Divide Us
- 1954: The Noble Family
- 1954: Orchid Of The Valley
- 1954: An Unforgettable Song
- 1953: Bird In The Sunset
- 1953: Bright Night
- 1953: Death Of A Beauty
- 1953: Family
- 1953: The Guiding Light
- 1953: In the Face of Demolition
- 1953: Things Of The Past
- 1952: A Couple In Love
- 1950: Kowloon City Fire
- 1950: Laughter And Tears
- 1949: Dead End Case
- 1949: Love And Hate On The Sea
- 1941: Love In The Schoolyard
- 1938: The Beautiful Puppet
- 1937: The Sentimental Woman
- 1937: War And Survival